# Австралийский бурый ястреб
Австралийский бурый ястреб (лат. Tachyspiza fasciata) — вид хищных птиц из семейства ястребиных (Accipitridae). Распространён в Австралии, Тасмании, Уоллесии, Папуа — Новой Гвинее, Новой Каледонии, на островах Вануату и Фиджи. Рацион главным образом состоит из мелких птиц, но также могут быть мелкие млекопитающие, рептилии, амфибии, изредка и насекомые.

## Внешний вид
Австралийский бурый ястреб достигает длины 35—55 см; размах крыльев варьирует от 60 до 96 см. Самцы весят от 185 до 425 г, самки намного крупнее и весят от 310 до 740 г. Голова серого цвета, шея каштанового цвета. Нижняя часть птицы имеет рыжую окраску, испещренную белыми вкраплениями. 

## Подвиды
Выделяют 13 подвидов:
- Tachyspiza fasciata natalis (Lister, 1889)
- Tachyspiza fasciata wallacii (Sharpe, 1874)
- Tachyspiza fasciata tjendanae Stresemann, 1925
- Tachyspiza fasciata stresemanni Rensch, 1931
- Tachyspiza fasciata savu Mayr, 1941
- Tachyspiza fasciata hellmayri Stresemann, 1922
- Tachyspiza fasciata buruensis Stresemann, 1914
- Tachyspiza fasciata dogwa Rand, 1941
- Tachyspiza fasciata polycrypta Rothschild et Hartert, 1915
- Tachyspiza fasciata vigilax (Wetmore, 1926)
- Tachyspiza fasciata didimus (Mathews, 1912)
- Tachyspiza fasciata fasciata (Vigors et Horsfield, 1827)
- Tachyspiza fasciata rosseliana Mayr, 1940